# 二階堂行泰
二階堂 行泰（にかいどう ゆきやす）は、鎌倉時代前期の御家人。鎌倉幕府政所執事。

## 生涯
建暦元年（1211年）二階堂行盛の子として生まれる。嘉禎3年（1237年）民部丞となった。宝治元年（1247年）幕府の使者として京へ上り徳政令について奏上した。建長元年（1249年）引付方の設置とともに引付衆となり、建長5年（1253年）二階堂行方とともに引付頭人に任じられた。また同年父行盛が亡くなり、政所執事に任じられた。その後、正元元年（1259年）評定衆となった。弘長2年（1262年）息子行頼に政所執事を譲るが、翌年行頼が亡くなったため政所執事に復した。
文永2年（1265年）10月2日に死去した。享年55。後任の政所執事は子の行実が継いだ。

## 経歴
- 嘉禎3年（1237年）1月24日　-　民部丞
- 寛元元年（1243年）6月12日　-　従五位上[2]
- 寛元元年（1243年）11月2日　-　筑前守[2]
- 康元元年（1256年）11月　-　出家（法名：行善）[2]
- 文永2年（1265年）10月2日　-　卒。享年55

## 関連資料
- 東京大学史料編纂所　大日本史料総合データベース『史料総覧』